# Spöket ser i syne
Spöket ser i syne är den fjärde boken i den fristående Arvo, killen från framtiden-serien. Boken är skriven av Thea Oljelund 1976. Den utgavs av B. Wahlströms bokförlag. Omslaget ritades av Rolf Emne.